# Bernard D'Abrera
Bernard D'Abrera (1940 - 13 de gener de 2017) fou un entomòleg taxonomista i filòsof de la ciència australià, especialment reconegut pels seus llibres sobre les papallones autèntiques (Papilionoidea) i les arnes més grans del món (Saturniidae i Sphingidae). Considerat un dels millors lepidopteristes del món pel The Daily Telegraph, des del 1982 es va posicionar obertament crític amb la teoria de l'evolució i defensor del creacionisme i el disseny intel·ligent.
El també entomòleg Arthur Shapiro descriu els llibres de D'Abrera com un seguit d'estupideses, errors, tossuderia i pèssima escriptura.